# 사우스다코타 대 돌 사건
사우스다코타 대 돌 사건(South Dakota v. Dole, 483 U.S. 203 (1987))은 미국 대법원의 유명 판례이다. 연방의회가 최저 음주연령을 정하고 있는 주(州)에 대해 특정 비율의 연방고속도로기금을 지원하도록 정하는 것은 합헌임을 선고하였다.